# Somalilandski kamelski korpus
Somalilandski kamelski korpus (angleško Somaliland Camel Corps) je bila britanska kolonialna enota v britanskem Somalilandu, ki je bila aktivna med prvo in drugo svetovno vojno. Kamele so namreč edine transportne živali, ki so lahko delovale v puščavah na področju današnje Somalije.

## Zgodovina
Korpus je bil ustanovljen 12. marca 1914, z namenom vzdrževanja reda v severnem Somalilandu, kjer je delovala uporniška vojska pod vodstvom Mohameda Abdula Hasana. V tem času je korpus imel okoli 700 pripadnikov. Boji proti Hasanu so se nadaljevali vse do leta 1920, ko je bil dokončno premagan. V medvojnem obdobju se je korpus pričel pripravljati na morebitno invazijo v primeru vojne. Leta 1930 je polkovnik Arthur Reginald Chater prevzel poveljstvo nad korpusom, ki je takrat štel okoli 500 pripadnikov. Do konca leta 1931 pa se je korpus moštveno okrepil, saj je imel 14 britanskih častnikov, 400 afriških Askarov in 150 afriških rezervistov.
Septembra 1939 pa je korpus imel 14 britanskih častnikov, enega britanskega podčastnika in 554 afriških vojakov. Sprva je bil korpus v sestavi sil v Francoskem Somalilandu, kjer se je boril skupaj s Kraljevimi afriškimi strelci in Severnim rodezijskim polkom. V tem času je korpus imel pet čet, katere so delovale samostojno; doživel pa je tudi reorganizacijo, saj je samo četa A obdržala kamele, medtem ko so druge čete postale pehotne enote. Leta 1940 je pričel feldmaršal Archibald Wavell z reorganizacijo korpusa v mehanizirano enoto, kar mu je le delno uspelo. Ob pričetku vzhodnoafriške kampanje je korpus imel 1475 pripadnikov (s priključenim bataljonom Severnega rodezijskega polka), s katerim naj bi obranil Britanski Somaliland. Stotnik Eric Charles Twelves Wilson, pripadnik korpusa, je bil edini prejemnik Viktorijinega križca med celotno italijansko invazijo na Britanski Somaliland. Kljub močnemu odporu je bil korpus 17. avgusta 1940 zaradi italijanske premoči prisiljen zapustiti svoje obrambne položaje in se umakniti iz Berbere. Po končanem umiku so razpustili korpus.
Po vrnitvi Britancev v kolonijo marca 1941 so ponovno obudili korpus, ki je 18. aprila 1941 že imel 80% predhodne moči. Korpus je bil zadolžen za iskanje ostankov italijanskih vojaških enot ter lokalnih banditov. Naslednje leto so korpus preoblikovali v mehanizirani polk. Zaradi več uporov znotraj enote je bil korpus dokončno ukinjen leta 1943.